# آجنا کسلی
آجنا کسلی (انگلیسی: Ajna Késely؛ زادهٔ ۱۰ سپتامبر ۲۰۰۱) ورزشکار ورزش شنا اهل مجارستان است.
وی در مسابقات کشوری و بین‌المللی در مجموع برندهٔ ۲۴ مدال طلا، ۹ مدال نقره و ۴ مدال برنز شده‌است.